# Censura em Portugal

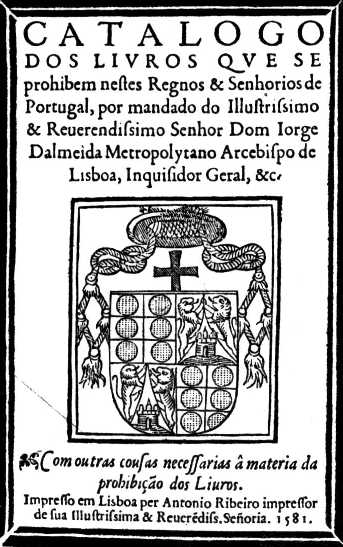
Frontispício do Índex de 1581, publicado por D. Jorge de Almeida

A Censura foi um dos elementos condicionantes da cultura  nacional em Portugal, ao longo de quase toda a  sua história. Desde cedo, o país foi sujeito a leis que limitavam a liberdade de expressão, primeiro, em resultado da influência da Igreja Católica, desde o tempo de D. Fernando, que terá oficiado ao Papa Gregório XI para que instituísse a Censura episcopal (ou censura do Ordinário da Diocese). O poder civil passou, mais tarde, a regulamentar também a publicação de textos escritos. Na memória dos portugueses está ainda presente a política do regime do Estado Novo que institucionalizou um estrito controle dos meios de comunicação, recorrendo, para este efeito, à censura prévia dos periódicos e à apreensão sistemática de livros. De facto, cada regime político teve sempre o cuidado de legislar em relação à liberdade de imprensa - na maior parte dos casos, restringindo-a. Em cinco séculos de história da imprensa portuguesa, quatro foram dominados pela censura. No entanto, a censura entrou também em outros domínios, como no  teatro (desde Gil Vicente), na rádio, na televisão e  no cinema.
Ao longo da história portuguesa foram muitas as formas de perseguição a intelectuais: a prisão e a morte foram também frequentemente o castigo de quem ousava expressar aquilo que pensava, contrariando o discurso oficial do Estado.

## Os primórdios da censura

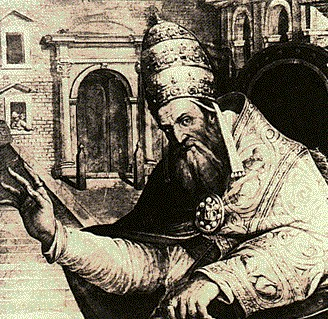
Papa Gregório XI, que instituiu a Censura do Ordinário (da responsabilidade dos bispos) em Portugal, a pedido de D. Fernando.

Os primeiros livros de que há memória de serem censurados em Portugal pelo poder régio foram as obras de John Wycliffe, Jan Hus e de um certo Frei Gáudio, proibidas e mandadas queimar por um Alvará de 18 de Agosto de  1451, por D. Afonso V, considerando-as obras falsas e heréticas.
Mais tarde, há notícia da repressão da divulgação de textos luteranos por parte de D. Manuel, o que levou o papa Leão X a agradecer-lhe oficialmente em 20 de Agosto de 1521.

## O Cardeal D. Henrique e o início da Censura Inquisitorial
Com a instauração da Inquisição em Portugal pela bula de Paulo II, Cum ad nihil magis, de 23 de Maio de 1536,  proibia-se o ensino da religião judaica entre os "Cristãos-novos" (e entre o Cristãos-velhos, como é óbvio) e o uso das Sagradas Escrituras "em linguagem" (ou seja, em língua vulgar, em vez do latim). Passaram a existir três entidades censoras: censura do Santo Ofício, censura régia (ou do Desembargo do Paço) e censura do ordinário.
Os primeiros documentos que temos relativos à concessão de licenças para a impressão referem-se a obras de Baltasar Dias (a 20 de Fevereiro de 1537) e à Cartinha, uma introdução à "Gramática" de João de Barros, em 1539.

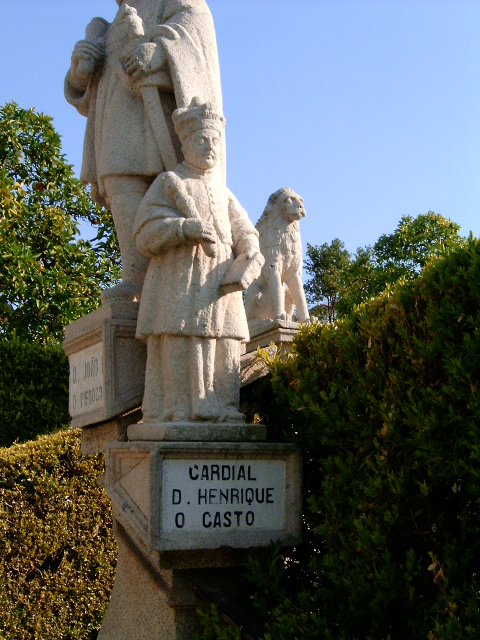
Cardeal D. Henrique, aqui representado na escadaria dos reis, no Paço Episcopal de Castelo Branco, foi o grande impulsionador da censura inquisitorial em Portugal

Em 2 de novembro de 1540, o cardeal D. Henrique, que fora nomeado Inquisidor-mor por D. João III a 22 de junho de 1539, dava ao Prior da Ordem de São Domingos a autoridade para verificar o tipo de livros vendidos em livrarias públicas ou privadas, além de proibir a impressão de qualquer livro sem examinação prévia. Até 1598, a revenda de livros foi, graças a esta medida, monopólio dos Dominicanos. Nesta data, contudo, o inquisidor-geral, D. António de Matos Noronha espalhou este privilégio por outras ordens clericais.
A 16 de Julho de 1547, a censura torna-se um pouco mais leve graças às directrizes apontadas na bula sobre a Inquisição, Meditatis cordis, mas aparece também o primeiro Index de livros proibidos em Portugal ("A Prohibiçam dos livros defesos"), na sequência do Quinto Concílio de Latrão (1515). A lista segue as orientações de documentos como o Catálogo da Sorbonne de 1544 e o Index da Universidade de Lovaina, de 1546, ainda que, pontualmente, pareça um pouco mais permissiva.
Na sequência da descoberta pela Inquisição de livros proibidos na posse de professores estrangeiros  do Colégio das Artes, a vigilância sobre os livros alarga-se também para as alfândegas, que passam a verificar mais detalhadamente a ortodoxia dos livros que entram no país. A 4 de Julho de 1551 é publicado outro Índice, onde os censores portugueses, tal como Israel Salvador Revah indica em "La Censure Inquisitoriale Portugaise au XVI siècle" (1960), juntam às obras banidas pelos teólogos de Lovaina, os livros catalogados pelo erudito suíço Conrad Gesner na sua Bibliotheca Universalis, além de outras obras, entre as quais se contam sete autos de Gil Vicente. Este será o primeiro Índex português a ser impresso e que será divulgado em todo o território nacional pelos inquisidores que, de acordo com o Regimento da Santa Inquisição de 3 de Agosto de 1552, deveriam publicar editais, além de obrigarem à entrega de todos os livros indicados na lista, denunciando quem os possuísse.

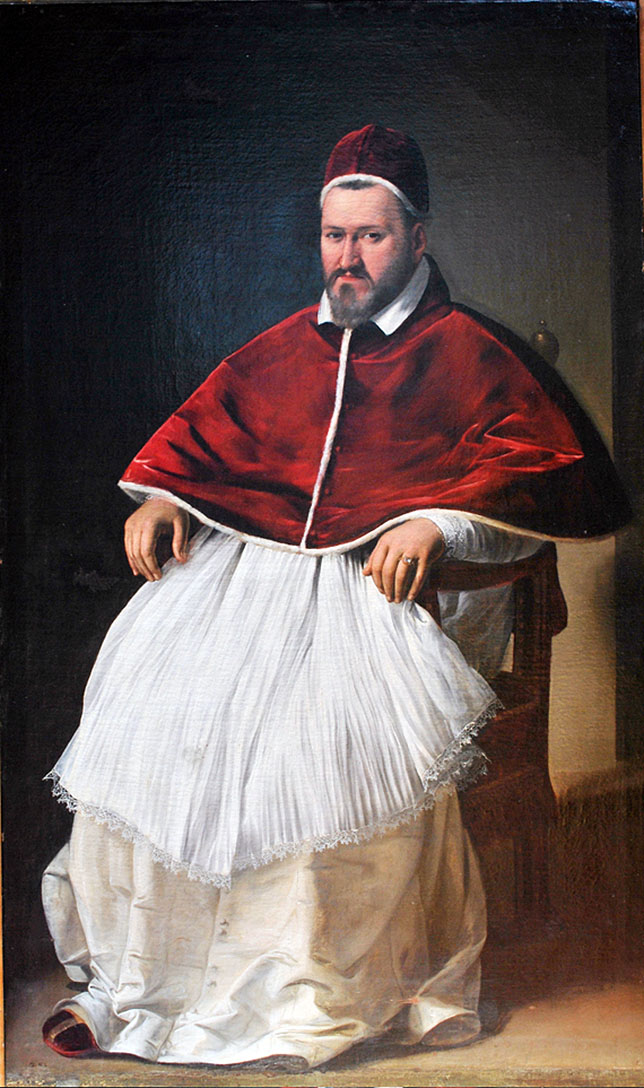
Paulo V, papa conhecido pela sua severidade, foi o promotor do primeiro Índex romano, inspirado, em parte, no que se fazia em matéria de censura, em Portugal

D. João III, em 1555, dava um exemplo explícito do que deveria ser a Censura preventiva, ao encarregar o corregedor da Câmara do Porto da revisão do Tratado da Arte de Arismética, publicado nesse ano, da autoria do matemático português Bento Fernandes.
Em 1557, o papa Paulo IV, seguindo o exemplo da Universidade de Lovaina e das diligências de Carlos V, ordenou a criação do Índex romano, publicado no ano seguinte (e reeditado em Coimbra pelo bispo D. João Soares), onde se sentenciava à pena de excomunhão latae sententitae (que implicava excomunhão automática) e à "perpétua infâmia" quem possuísse tais livros. A severidade deste papa desencadeou uma onda de pânico entre os livreiros e intelectuais europeus. Portugal não foi excepção.
Em 1561, o dominicano Francisco Foreiro assinou um novo Índice, a pedido ainda do Cardeal D. Henrique que escreveu como preâmbulo uma carta em que, não sendo tão severo quanto o emanado pela Santa Sé, proclamava a necessidade de uma "Censura preventiva".
A 21 de Outubro de 1561, o inquisidor-mor definiu os deveres dos "visitadores das naus", que fariam a vistoria das obras trazidas do estrangeiro pelo mar.

Entretanto, a atitude censória em Portugal foi abertamente reconhecida pelo papa Pio IV que chamou Frei Francisco Foreiro a secretariar a comissão do Concílio de Trento incumbida da revisão do Índex de Paulo IV.

Retrato do Rei D. Sebastião (1571-74), por Cristóvão de Morais, no Museu Nacional de Arte Antiga. Dom Sebastião legislou um conjunto de sanções bastante severas para quem ousasse infringir as leis da censura.

 O frade português foi o principal autor das dez regras - que seriam posteriormente aplicadas a todo o mundo católico - que precediam o Índex saído do Concílio, promulgado em 1564 pelo papa Paulo V, bem como de todos os Índices que se sucederiam no futuro. O Índex tridentino foi publicado em Lisboa, no mesmo ano, juntamente com uma adenda designada por "Rol dos livros que neste Reino se proibem" - como se fará, de resto, nos seguintes Índices publicados em Portugal.
D. Sebastião, através de uma lei de 18 de Junho de 1571, também teve um papel importante na legislação portuguesa relativa à censura, ao definir as penas civis a aplicar a quem possuísse obras proibidas. Entre as sanções, há a citar desde a perda da quarta parte dos bens do infractor à perda de metade, acrescida da pena do exílio no Brasil ou em África. A pena de morte era igualmente contemplada. A 4 de Dezembro de 1576, tornou obrigatória a censura do Desembargo do Paço, mesmo após aprovação pela censura do Santo Ofício ou pela censura do ordinário.
Após a morte do Cardeal D. Henrique, há ainda a mencionar a decisão do inquisidor-mor D. Jorge que, a 15 de Julho de 1579, ordena a queima pública de livros nos autos-de-fé.

## Índices portugueses até à extinção da Inquisição
O Regulamento do Conselho Geral do Santo Ofício de 1 de Março de 1570 estipulava que os inquisidores locais deixavam de ter autoridade no que dizia respeito à censura preventiva, que passou a ser da competência dos revendedores deste organismo. Em 1581, D. Jorge de Almeida publica um novo Índex onde é reimpresso o documento tridentino de 1564.
O papa Clemente VIII publicou, entretanto, o Índex de 1596, o último deste século, reimpresso em Lisboa no ano seguinte.
As Ordenações Filipinas de 1603, emanadas durante o reinado de Filipe II reafirmam a obrigatoriedade da censura preventiva civil, tal como tinha sido imposto por D. Sebastião.
Em 1624, o inquisidor-mor D. Fernando Martins Mascarenhas fez sair no prelo, subscrito pelo jesuíta Baltasar Álvares, o primeiro Índex do século XVII, que tem a novidade de incluir novas orientações gerais - as regras do Catálogo de Portugal - além das que pertenciam ao Catálogo Universal Romano. O Índex era constituído, por isso, de três partes: o Índex tridentino, o Index pro Regnis Lusitaniae e uma secção (o primeiro Índice expurgatório português) dedicada às passagem a serem eliminadas de quaisquer livros sobre as Escrituras Sagradas, filosofia, teologia, ocultismo e mesmo ciência e literatura. Este Índex manter-se-ia em vigor até ao século XVIII.
Em 29 de Abril de 1722 há, contudo, uma excepção memorável (e única, tanto quanto se sabe) a este ciclo, com a isenção de qualquer tipo de censura, especialmente da censura inquisitorial) para a Real Academia de História, por um Decreto de 29 de Abril de 1722.
Com o regime liberal, a extinção da Inquisição em Portugal levou também, como é óbvio, à extinção da Censura Inquisitorial.

## A Real Mesa Censória

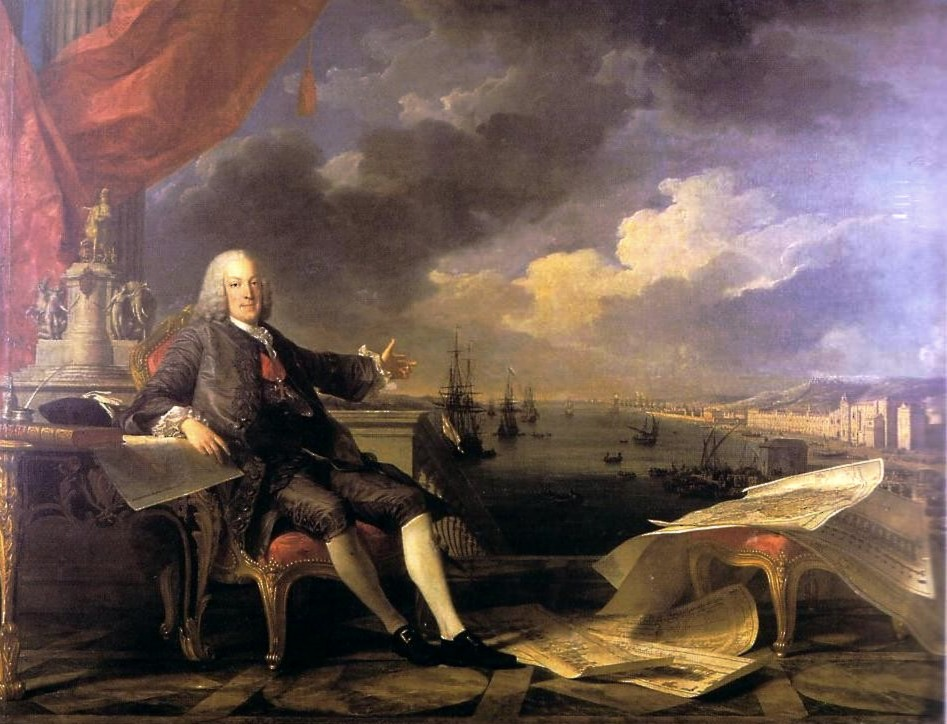
O Marquês de Pombal foi o primeiro grande reformador da Censura em Portugal, ao direccioná-la para a defesa política, no lugar da religião

O Marquês de Pombal unificou o processo de censura das publicações de livros sob a autoridade do Estado ao constituir um único tribunal denominado Real Mesa Censória, cuja presidência foi concedida a Manuel do Cenáculo - o mesmo que inspirou o Marquês a fundar uma grande Biblioteca Nacional. A censura contra "actos heréticos" foi substituída pela repressão contra os jesuítas, vistos como uma ameaça ao poder régio, por entre eles se encontrarem muitos pensadores contrários à teoria do direito divino dos reis.
De facto, a grande preocupação do reinado de D. José I é a eliminação de quaisquer ingerências no poder absoluto do rei, visto como soberano, ungido de Deus Todo-Poderoso, imediato à sua divina omnipotência, e tão independente que não reconhecia na terra senhor superior temporal (citado da Dedução Cronológica e Analítica de 1767) de acordo com as novas tendências filosóficas e teológicas (como o jansenismo).

Na lei de 5 de Abril de 1768 é reafirmado o direito da "soberania temporal" à proibição de determinados "livros e papéis perniciosos", agora numa perspectiva de defesa política. Por esta lei proscrevem-se determinados documentos emanados pela Santa Sé, como a célebre Bula da Ceia (que arrogava exclusivamente ao papa determinados poderes agora reivindicados pelo monarca) e os Índices expurgatórios.

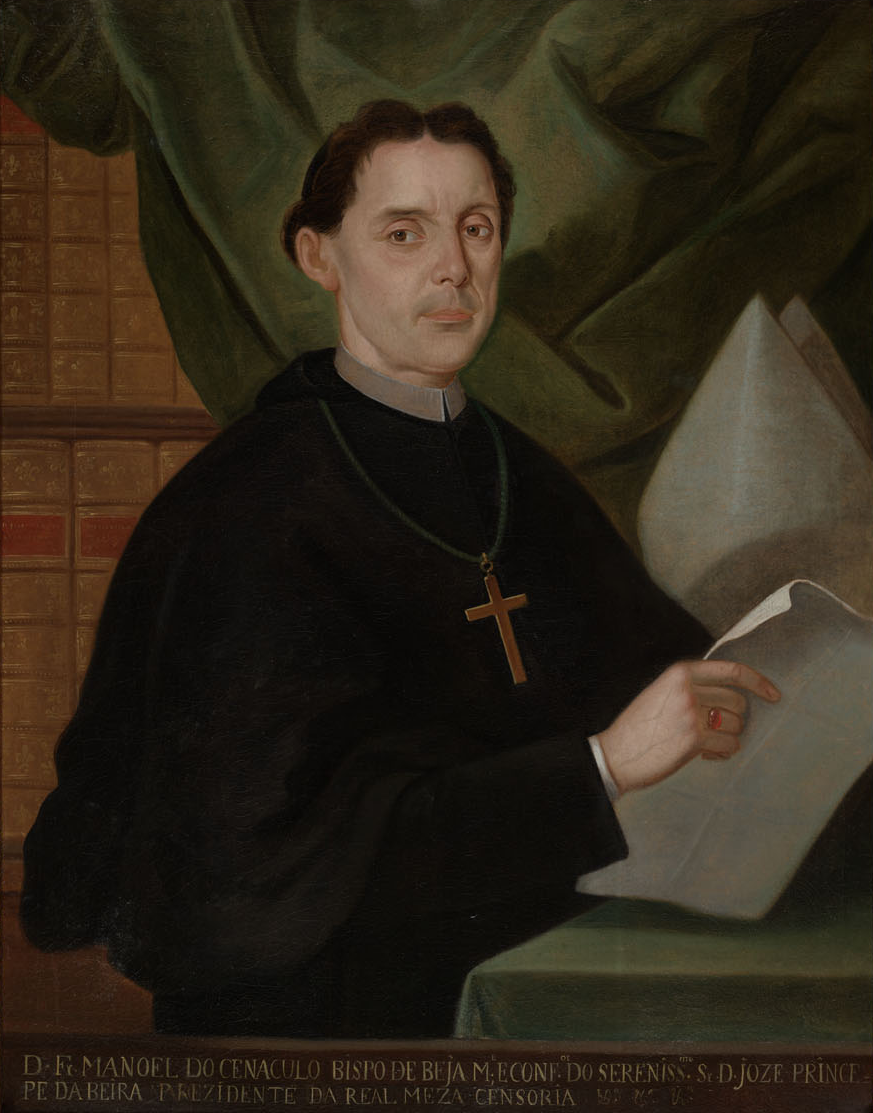
Frei Manuel do Cenáculo, presidente da Real Mesa Censória

 Estes Índices, como o de 1624, eram apresentados como um estratagema subversivo dos Jesuítas do Colégio de Santo Antão (importante centro de ensino e investigação - hoje é o Hospital de São José). É também por esta lei que a Real Mesa Censória é instituída, unindo em si as três antigas repartições da censura, dirigida por "Censores Régios" - entre os quais um inquisidor de Lisboa e o vigário-geral do Patriarcado - e apresentada como uma "Junta" com "jurisdição privativa e exclusiva em tudo o que pertence ao exame, aprovação e reprovação dos livros e papéis", com a publicação regular de editais sobre as obras banidas.
O Regimento da Real Mesa Censória data de 18 de Maio de 1768 e prevê a inspecção de livrarias, bibliotecas e tipografias. São proibidas as obras que veiculem ideias supersticiosas, ateias e hereges, ainda que se abra excepção para alguns livros de protestantes, aceites nos "Estados Católicos Romanos bem governados e prudentes", agora tolerados graças aos tratados de Münster e Osnabrück, já que se reconhece a erudição, útil à "República das Letras" portuguesa, de obras de autores como Hugo Grócio, Samuel Pufendorf, Jean Barbeyrac, entre outros, ainda que defendessem alguns pontos doutrinais heterodoxos. Voltaire também correu o risco de ser totalmente banido em Portugal - pelo menos foi essa a intenção de António Pereira de Figueiredo, da Congregação do Oratório, mas o dominicano Frei Francisco de São Bento decidiu que a censura não se devia alargar às obras de História e de Teatro.

## O Liberalismo

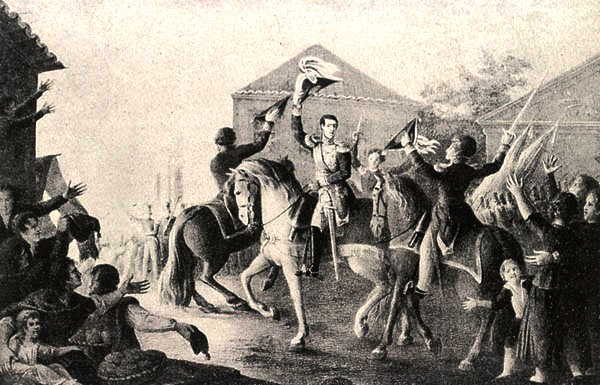
A Vilafrancada, liderada por D. Miguel, representa o final do curto período de liberdade de imprensa, preconizado pelo liberalismo.

Com a Carta de Lei de 21 de Junho de 1787, Dona Maria I substitui a Real Mesa Censória pela Mesa da Comissão Geral sobre o Exame e Censura dos Livros, tendo a rainha pedido ao Papa Pio VI que dotasse este organismo da jurisdição necessária para a censura de obras em todo o Império Português. A 17 de Dezembro de 1793, volta-se a um regime semelhante ao anterior à Mesa Censória, com a separação de três "Autoridades": a Pontifícia, a Real e a Episcopal - o que significa, de facto, que a Inquisição voltava a impor-se em terras portuguesas. Contudo, os tempos são de mudança. Algumas publicações periódicas, como o Correio Brasiliense (1808), o Investigador Português (1811) e o Campeão Português, conseguem neste período subtrair-se à investigação policial. Durante as Invasões francesas estabelece-se um rigoroso regime de censura por parte das autoridades francesas, aliás à semelhança do que então já vigorava em França. No entanto, alguns jornais clandestinos são publicados. Mas será a partir de Londres que os refugiados políticos, com o apoio dos comerciantes portugueses locais, darão início a uma profícua e abundante produção literária, a um esforço de tradução das principais obras liberais (John Locke, Adam Smith, Benjamin Franklin, etc.) e à criação de dezenas de periódicos, alguns dos quais se manterão em actividade até depois da Guerra Civil.
O Decreto de 31 de Março de 1821 leva à abolição do Tribunal do Santo Ofício, por este ser "incompatível com os princípios adoptados nas bases da Constituição", sendo as "causas espirituais e meramente eclesiásticas" restituídas à "Jurisdição Episcopal". A Constituição de 1822 estabelece a liberdade de imprensa ("a livre comunicação de pensamentos"), sem necessidade de censura prévia, ainda que se ressalve que quaisquer abusos pudessem ser sancionados "nos casos e na forma que a lei determinar". A censura em matérias religiosas ficava reservada ao poder eclesiástico episcopal, estando o governo comprometido em auxiliar os bispos a castigar os "culpados". Contudo este período de liberdade relativa terá curta duração. Com a Vilafrancada, um ano depois, a censura prévia é restabelecida. A 13 de Novembro, D. João VI, ciente das influências revolucionárias que chegam ao país através de diversos periódicos impressos no estrangeiro, alarga a censura também a estes, que passam a necessitar de licença régia para entrar no país. A censura passa, em 1824, para a mão de duas instâncias (estando a terceira, a censura inquisitorial, definitivamente extinta): a censura do Ordinário e a do Desembargo do Paço.

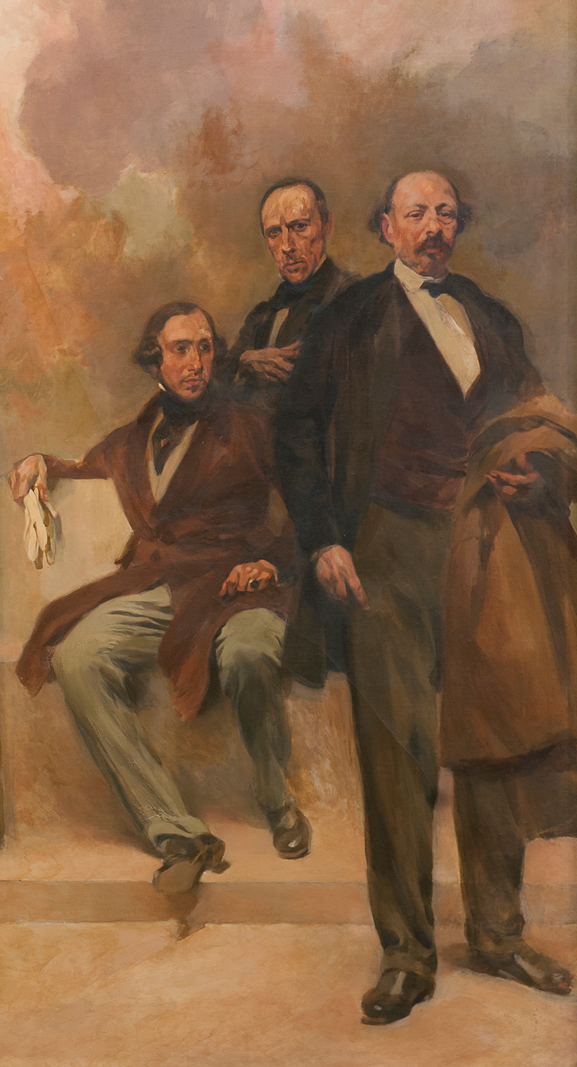
Entre os intelectuais que mais se insurgiram contra a censura, encontramos Almeida Garrett, Alexandre Herculano e José Estêvão de Magalhães - que se insurgiram, nomeadamente, contra a "Lei das rolhas" - aqui unidos num pormenor de um óleo sobre tela dos Passos Perdidos, na Assembleia da República Portuguesa.

A Carta Constitucional de 1826 volta a prescindir da censura prévia, no parágrafo terceiro do artigo 145 ("Todos podem comunicar os seus pensamentos por palavras e escritos, e publicá-los pela imprensa, sem dependência de censura, contando que hajam de responder pelos abusos que cometerem no exercício desse direito, nos casos e pela forma que a lei determinar"). Contudo, os governantes rapidamente tentaram impor um controlo mais rigoroso na sua política de imprensa. Francisco Manuel Trigoso de Aragão Morato, chefe de governo, cria, a 23 de Setembro, a Comissão da Censura dos "papéis volantes e escritos periódicos". A 16 de Agosto de 1828, esta comissão é abolida, passando as suas competências censórias, de novo, para a Mesa do Desembargo do Paço.
Será a 21 de Novembro de 1833, com o regime liberal instalado, que Joaquim António de Aguiar publica um Decreto-Lei onde eram nomeados os responsáveis pela censura prévia dos periódicos portugueses enquanto não houvesse uma lei de imprensa totalmente de acordo com a Carta Constitucional. Esta sairá a 22 de Dezembro de 1834, abolindo a censura prévia, mas, sempre, ressalvando quaisquer abusos - e suas respectivas punições - que lesassem a "Religião Católica Romana", o Estado, os bons costumes ou qualquer outra pessoa.
A 3 de Fevereiro  de 1840, é apresentada uma queixa de proprietários de oficinas tipográficas à Câmara dos Deputados, alegando que "sem condenação nem pena", têm sido vítimas da arbitrariedade das autoridades que entram como querem nos seus locais de trabalho, destruindo vários instrumentos das imprensas. De 11 para 12 de Agosto do mesmo ano, ocorrem diversos distúrbios em Lisboa  que levam Dona Maria II a iniciar um ciclo de constantes e sucessivas anulações "temporárias" de várias garantias e liberdades como a liberdade de imprensa, sempre justificadas por razões de estado, em sequência das revoltas populares que também se sucedem. A Carta de Lei de 19 de Outubro, da responsabilidade de Costa Cabral, obrigava os editores ao pagamento de avultadas fianças, depósitos e hipotecas e à passagem por um exame que os qualificasse como pessoas idóneas. A liberdade de imprensa só voltará, formalmente, a ser restabelecida com a lei de 3 de Agosto de 1850 (conhecida como "Lei das rolhas"), ainda que a opinião pública a não considerasse particularmente conforme ao espírito da Carta Constitucional, ao insistir de forma veemente nas muitas sanções que, na prática, restringiam por completo a actividade dos escritores e jornalistas. Entre os intelectuais que se rebelam contra a lei estavam Alexandre Herculano, Almeida Garrett, António Pedro Lopes de Mendonça, José Estêvão de Magalhães, Latino Coelho etc. Desta opinião é também o Duque de Saldanha que, pouco depois de subir ao poder, a revoga, abrindo um período (conhecido como a Regeneração) que será particularmente bem recebido pelos jornalistas que recebem de braços abertos a carta de lei de 17 de Maio de 1866 que leva à abolição de quaisquer "cauções e restrições para a imprensa periódica".

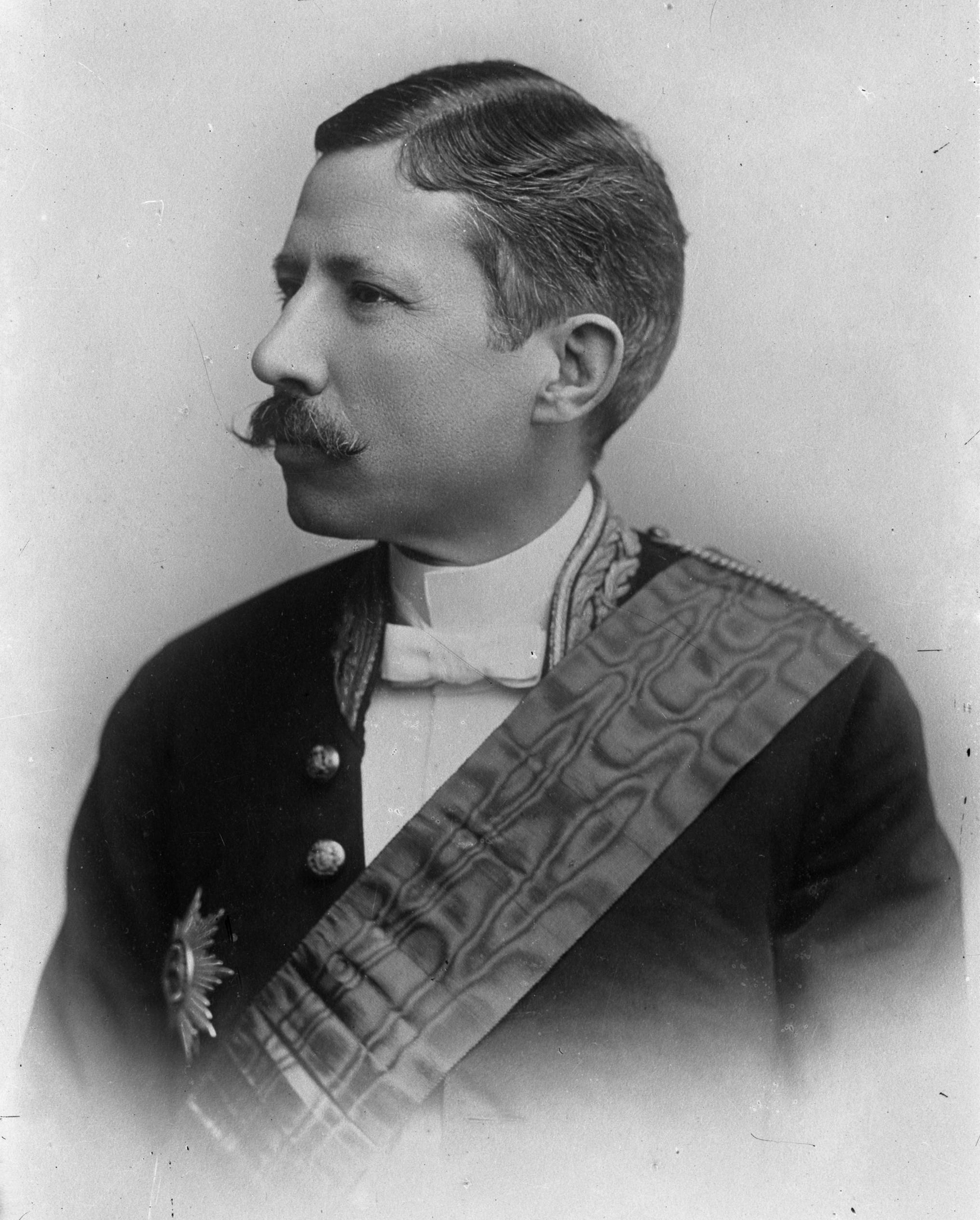
A ditadura de João Franco marca a política censória dos últimos anos de monarquia em Portugal.

O regime monárquico, contudo, tenta fazer face à força crescente dos ideais republicanos. A primeira acção repressiva de importância neste contexto foi o encerramento das Conferências Democráticas do Casino, onde já tinham discursado Antero de Quental, Augusto Soromenho, Eça de Queirós e Adolfo Coelho. Quando Salomão Saragga se dispõe a discursar sobre a "Divindade de Jesus", a sala é encerrada, sob o pretexto de que as "prelecções" ofendiam a religião e o "Código Fundamental da Monarquia". Depois do protesto de meia centena de intelectuais portugueses a esta atitude do governo, Antero e Jaime Batalha Reis apelam para que seja reconhecida a ilegalidade do encerramento das Conferências. O deputado Luís de Campos terá oportunidade de dizer ao Marquês de Ávila e Bolama, então ministro do reino (que se demitirá a 11 de Setembro): "Processe-as, mas não as dissolva, que não tem direito para isso".
A 29 de Março de 1890, um Decreto ditatorial obriga os editores de periódicos a sanções severas e ao encerramento de portas em caso de reincidência nos delitos. A 13 de Fevereiro de 1896, o governo de Hintze Ribeiro toma medidas ainda mais drásticas. Apesar de não existir censura prévia, a polícia apreende tudo o que critique as instituições monárquicas. Só a 7 de Julho de 1898 é que outra lei voltará a dar algum fôlego à imprensa portuguesa. Mas, a 20 de Junho de 1907, na decorrência do golpe de estado de João Franco, são proibidos quaisquer "escritos, desenhos ou impressos atentatórios da ordem ou segurança pública", podendo os governadores civis mandar encerrar os periódicos que assim fossem considerados (o que aconteceu, de facto, para muitos jornais). Esta lei será revogada com o fim da ditadura de João Franco, quando D. Manuel II sobe ao trono, mas a repressão mantém-se. Um "gabinete negro" é designado junto a cada tribunal criminal para vigiar a imprensa periódica publicada em cada comarca, de modo a evitar qualquer crítica ao regime, de acordo ainda com uma lei, também de João Franco.

## A Primeira República
Com a implantação da República, rapidamente se cria uma nova lei de imprensa que, segundo o seu artigo 13, pretende restituir a liberdade de expressão, não impedindo críticas à acção governativa, nem a quaisquer doutrinas políticas e religiosas (28 de Outubro de 1910). Mas, perante a dificuldade de implementação do novo regime, o governo republicano impõe também, a 9 de Julho de 1912, um conjunto de medidas e situações que justificavam a apreensão de publicações pelas autoridades judiciais, administrativas e policiais, após o julgamento dos casos. Proibiam-se, assim, escritos de índole pornográfica, ou que ultrajassem as instituições republicanas e a segurança do Estado. Dezenas de jornais não-republicanos, especialmente monárquicos e católicos, mas também sindicalistas e anarquistas foram encerrados e os seus proprietários presos e deportados.

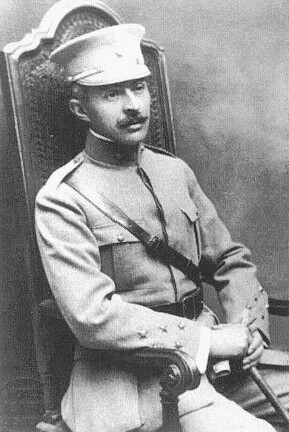
Sidónio Pais subiu ao poder criticando o uso da censura prévia pelo governo de Afonso Costa, mas fará, inevitavelmente, uso desta, devido à Guerra.

Com a Primeira Guerra Mundial, é instaurada a censura a 12 de Março de 1916, na sequência da declaração de Guerra por parte da Alemanha. Foi dada a ordem de apreensão de todos os documentos cuja publicação pudesse prejudicar a defesa nacional ou que fosse constituída por propaganda contra a guerra. A Censura prévia, agora a cargo do Ministério da Guerra, foi sempre vista como uma excepção temporária, até porque era assumidamente anticonstitucional. O golpe militar de estado de Sidónio Pais será, em parte, justificado também graças à impopularidade da censura prévia, agora bem patente nos jornais, onde figuram manchas em branco no lugar do texto censurado, para que o povo saiba onde incidiu a censura. Contudo, Sidónio também terá de recorrer à censura prévia, somada a outros actos repressivos do governo, até que chegue o final da Guerra.

## O Estado Novo

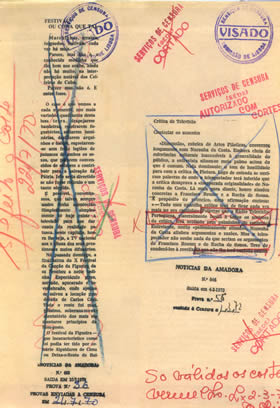
Censura do jornal "Notícias da Amadora" de 21 de julho de 1970 usando o infame lápis azul

Depois do golpe militar de 28 de Maio de 1926, Gomes da Costa aprova o Decreto de 5 de Julho de 1926 onde se assegurava a liberdade de pensamento "independentemente de cauções ou censura", ainda que se insista na proibição dos ultrajes às instituições republicanas e a qualquer comportamento que ponha em causa a ordem pública. A lei de imprensa do novo executivo militar repete quase textualmente as garantias do artigo 13 da lei de imprensa da Primeira República, permitindo a crítica e liberdade de discussão de diplomas legislativos, doutrinas políticas e religiosas, actos do governo, etc., desde que tivessem como objectivo "esclarecer e preparar a opinião para as reformas necessárias(...)". Mas, pouco depois, a 29 de Julho, restabelece-se a censura prévia. O Estado Novo nunca tomou uma posição censória assumida, evitando mesmo discutir o assunto, que por poucas vezes foi levado ao Parlamento. O estudo restrito à legislação quase pode levar à crença num regime bastante permissivo. Em 27 de Maio de 1927 é reformada a lei da propriedade literária que supostamente garantia o direito de publicação pela imprensa, independentemente da censura prévia. Um decreto de 3 de Setembro de 1926 estendia esta concepção de liberdade de imprensa para o Ultramar, que deveria reger-se pelos mesmos princípios a definir para a Metrópole, que viriam a ser consagrados na lei de 27 de Junho de 1927. A Constituição Portuguesa de 1933, publicada a 11 de Abril, sai ao mesmo tempo que o Decreto 22 469. Enquanto que o artigo 8.º da Constituição, no n.º 4, estabelece "a liberdade de pensamento sob qualquer forma", no n.º 20 refere-se que "leis especiais regularão o  exercício da liberdade de pensamento" - o artigo 3.º declara, sendo a única constituição da história portuguesa a justificar este expediente, que a função da censura será "impedir a perversão da opinião pública na sua função de força social e deverá ser exercida por forma a defendê-la de todos os factores que a desorientem contra a verdade, a justiça, a moral, a boa administração e o bem comum, e a evitar que sejam atacados os princípios fundamentais da organização da sociedade" - claro que o governo reservava para si os critérios do que seria a verdade, a justiça, a moral, etc. De facto, será o próprio António de Oliveira Salazar a dizer, nesse ano, que "Os homens, os grupos, as classes vêem, observam as coisas, estudam os acontecimentos à luz do seu interesse. Só uma entidade, por dever e posição, tudo tem de ver à luz do interesse de todos". O decreto 22 469 é explícito ao instaurar a censura prévia em publicações periódicas, "folhas volantes, folhetos, cartazes e outras publicações, sempre que em qualquer delas se versem assuntos de carácter político ou social".

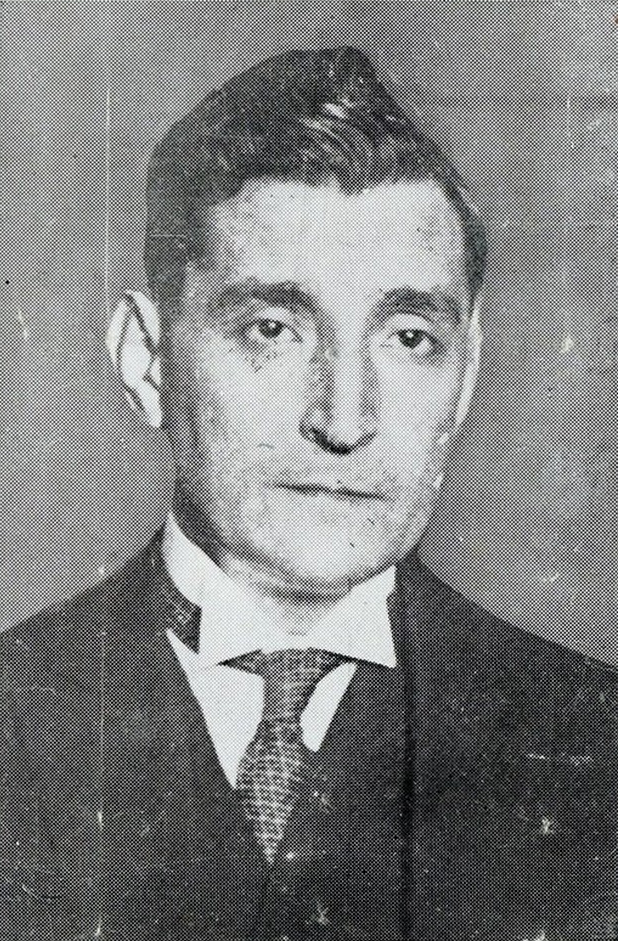
António de Oliveira Salazar, na inauguração do Secretariado Nacional da Informação: "Politicamente, só existe aquilo que o público sabe que existe."

A 14 de Maio de 1936, a fundação de jornais é regulada e proíbe-se a publicação de publicidade oficial (do Estado) em alguns deles, para que não seja o próprio Estado a financiar os seus inimigos, além de se proibir a entrada em Portugal de qualquer publicação que não fosse aceite pelos próprios critérios do governo português.
O Regulamento dos Serviços de Censura foi adoptado em Novembro do mesmo ano, mas não chega a ser publicado no Diário do Governo. Quem quisesse fundar algum jornal ou revista tinha, a partir de então, de requerer autorização da Direcção deste organismo. Enquanto que, durante a Primeira República, os espaços censurados deviam aparecer em branco, em sinal de censura, o Estado Novo tenta, de todas as formas, apagar esses sinais, obrigando os jornais a alterarem por completo a organização das páginas poucas horas antes de saírem. Acrescentando a isto que tinham, por vezes, de apresentar provas à comissão de censura, a manutenção de um periódico tornava-se insuportavelmente dispendiosa para alguns editores que acabam por entrar em falência - claro que as comissões de censura penalizarão especialmente os jornais mais rebeldes com este género de exigência. Em 1944, o organismo de censura passa a estar na dependência do Secretariado Nacional de Informação, que, por sua vez, estava sob a alçada do próprio Presidente do Conselho (Salazar).
Munidos com o célebre "lápis azul", com que se cortava todo texto considerado impróprio, os censores de cada distrito ou cidade, apesar de receberem instruções genéricas quanto aos temas mais sensíveis a censurar, variavam muito no grau de severidade. De facto, verifica-se que houve regiões do país onde estes eram mais permissivos e outras onde eram exageradamente repressivos. Isto devia-se ao facto de constituírem um grupo muito heterogéneo a nível intelectual. Muitos reconheciam rapidamente qualquer texto mais ou menos "perigoso" ou revolucionário, enquanto que outros deixavam facilmente passar conteúdos abertamente subversivos.
Uma ordem da Direcção dos Serviços de Censura considerava, no que diz respeito à literatura infanto-juvenil, que "parece desejável que as crianças portuguesas sejam cultivadas, não como cidadãos do Mundo, em preparação, mas como crianças portuguesas que mais tarde já não serão crianças, mas continuarão a ser portugueses".
Os livros não eram sujeitos a censura prévia mas podiam ser apreendidos depois de publicados, o que era feito frequentemente pela Direcção-Geral de Segurança, que emitia mandados de busca às livrarias. Os correios controlavam a circulação de livros. A Inspecção Superior de Bibliotecas e Arquivos proibia a leitura de determinados documentos - não se podia ler nada referente à Índia Portuguesa que fosse posterior à Guerra de Baçaim (1732/1739) e a Biblioteca Nacional continha obras listadas que não podiam ser lidas.
A substituição de Salazar por Marcello Caetano prometeu alguma liberalização - o próprio Presidente do Conselho prometeu uma nova Lei de Imprensa numa entrevista ao Estado de São Paulo, mas pouco mudou. De acordo com uma das características que mais marcaram a "evolução na continuidade" de Caetano, mudou o nome dado às coisas: a Censura Prévia passa a designar-se Exame Prévio. O Secretário de Estado de Informação e Turismo dirá mesmo que "Nada mudou nesta casa, nem o espírito, nem a devoção a valores essenciais, nem a linha de acção (...)", mantendo-se o que era apresentado como o propósito de Salazar: "dar aqui testemunho da verdade". A 26 de Outubro de 1972, por exemplo, a respeito de uma notícia sobre a proibição de uma peça de teatro,  (uma adaptação do "O Arco de Sant’Ana" de Almeida Garrett), os Serviços de Exame Prévio do Porto não aceitaram, como se pode comprovar num telegrama, que a notícia referisse a proibição: "Não dizer que foi proibida. Pode, no entanto, dizer-se que já não vai à cena".

### UMA VISÃO GLOBAL DA CENSURA À IMPRENSA NO ESTADO NOVO E DO SEU PESSOAL POLÍTICO
A censura do  Estado Novo  é herdeira direta da Ditadura Militar triunfante em 28 de Maio de 1926. O regime ditatorial suprimiu todas as liberdades democráticas da República liberal incluindo a liberdade de imprensa estabelecendo a censura aos jornais, livros e espectáculos, nomeadamente o cinema e o teatro. O traço específico da censura à imprensa no Estado Novo  foi o seu carácter preventivo, isto é, tratava-se duma censura prévia administrativa exercida  por comissões de censura  disseminadas pelo  país. Durante a Ditadura Militar as comissões de censura começaram por existir ao nível das unidades militares  e administrações dos concelhos  passando no Estado Novo a ter uma base  essencialmente distrital num aparelho fortemente centralizado, primeiro subordinado ao ministério da Guerra, depois ao ministério do Interior e desde  1944 à Presidência do Conselho, isto  é, ao próprio ditador Oliveira Salazar. O passo decisivo na  organização do aparelho da censura à imprensa,  tal como existiu até ao 25 de Abril de 1974, foi a reforma da máquina censória levada a cabo pelo seu diretor, major  Álvaro Salvação Barreto, em finais de 1932 passando a existir  uma direcção  em Lisboa, três comissões em Lisboa, Porto e Coimbra, órgãos intermédios,  e as delegações de base distrital. 
Se em relação à imprensa o modelo de censura prevalecente foi a censura prévia ( a censura repressiva com apreensão de jornais tendeu a esbater-se  a partir da consolidação da Ditadura salazarista) já quanto à edição de livros o modelo escolhido foi o da censura repressiva,  a posteriori à publicação das edições. O regime considerou   em 1934 que não se justificava um alargamento do corpo de censores para leitura prévia de livros  pois não só as edições eram limitadas como a rápida actuação das polícias, incluindo a polícia política PIDE, resolveria a situação. Quer se tratasse de um jornal diário quer de um simples  periódico de província com tiragens ínfimas  todo o material impresso, texto e imagem, passava pelo crivo do censor. A desobediência relativamente aos cortes efetuados era severamente punida  não só com multas bem como com a suspensão do jornal por períodos mais ou menos longos, o que acarretava frequentemente o seu encerramento. Mas o regime desde 1936 criou legislação no sentido de condicionar ao máximo a imprensa. A título de exemplo, só jornais afetos ao regime podiam publicar anúncios oficiais (medida que durou até 1947), foi criado um mecanismo de controlo da idoneidade política dos responsáveis dos jornais, editores e diretores,  para além de diversos entraves de ordem financeira. Aos jornais diários de grande tiragem era imposto o limite de 70 páginas por semana…
A censura à imprensa tinha uma noção exacta dos públicos diferenciados dos vários  jornais. Podia ser mais tolerante para um jornal ou revista que fosse lida por um círculo restrito ou uma elite cultural. Pelo contrário em relação a jornais de maior difusão a preocupação era extrema. A imprensa regional por definição tinha um reduzido impacto mas na fase final do regime surgiram alguns jornais  desalinhados com a ditadura que foram alvo de severa repressão como é o caso, entre outros, do Notícias da Amadora, Comércio do Funchal ou o Jornal do Fundão. O semanário Expresso porta-voz da burguesia liberal criado em 1973 no fim do marcelismo só sobreviveu porque o 25 de Abril  acabou com a censura.
A eficiência da Censura à imprensa durante a ditadura do Estado Novo  decorre, em primeiro lugar, de ser  um dos vértices do triangulo em que o regime autoritário assentava a par do Exército e da Polícia Política. Tratava-se, por outro lado de  uma máquina bem oleada aos longo de décadas que assumiu um modelo que melhor se adequava à natureza do regime - a censura prévia. O pessoal político da censura sofreu uma evolução significativa ao longo da ditadura mas o traço  mais duradouro foi a  continuada militarização do  aparelho. De facto até 1957 o pessoal  da censura à imprensa ( ao contrário do pessoal da censura aos espectáculos) foi exclusivamente militar. Essa característica contribuiu por certo para o exercício disciplinado duma tarefa para a qual não era fácil encontrar critérios uniformes para o seu exercício em partes distintas do país. No final da década de 50 entram não apenas os civis para o aparelho da censura, correspondendo a uma necessidade de especialização  face às matérias a censurar e  ao aparecimento de uma classe de jornalistas com maior formação académica, como na direção da censura se assiste à hegemonia  dum grupo de coronéis que se manterá firme nas chefias intermédias até ao 25 de Abril,  elemento explicativo do estereótipo dos «censores coronéis» que prevaleceu na década de 60 e 70 entre os jornalistas.

## Efeitos da censura na criatividade nacional
Já Luís de Camões teve de submeter o texto de "Os Lusíadas" aos censores do Santo Ofício, no Mosteiro de S. Domingos, discutindo-o verso a verso. Aquele que hoje é considerado o poema maior da Lusofonia passou mesmo por uma fase de esquecimento, sendo ignorado e desprezado, o que também pode ser considerado uma forma subtil de censura.
A 25 de Julho de 1567, Damião de Góis via impressa a quarta parte da sua Crónica do Felicíssimo Rei D. Manuel. No entanto, mais de cinco anos depois, esta ainda não estava à venda porque, supostamente, o bispo D. António Pinheiro tinha de emendar um erro numa página. A censura prévia dava, portanto, lugar a abusos de poder por parte dos censores quando estes tinham alguma questiúncula com os autores.
Até o Padre António Vieira foi preso pela Inquisição, de 1665 a 1667, por defender abertamente nos seus escritos os cristãos-novos e criticar a forma de actuar dos dominicanos do Santo Ofício.
Mais graves foram os processos que envolveram o dramaturgo António José da Silva, conhecido pela alcunha de "O Judeu", que foi preso e torturado em 1726, juntamente com a mãe. Em 1737 foi preso novamente, também com a mãe, esposa e filha, sendo degolado e queimado num auto-de-fé no Terreiro do Trigo em Lisboa. A mulher e a mãe foram igualmente queimadas vivas.
No último auto-de-fé realizado em Portugal, mais sorte teve Francisco Xavier de Oliveira, Cavaleiro de Oliveira que, condenado pelo Santo Ofício a 18 de Agosto de 1761, conseguiu escapar, estando exilado na Holanda. Em Portugal, queimaram a sua imagem e apreenderam as suas obras.

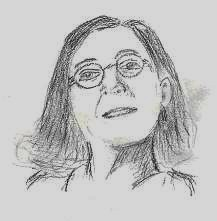
Maria Velho da Costa, autora de uma "Ova Ortegrafia": "Ecedi escrever ortado; poupo assim o rabalho a quem me orta..."

Mais tarde, durante o Estado Novo, Maria Velho da Costa, Maria Teresa Horta e Maria Isabel Barreno viram-se envolvidas num processo judicial que ficou famoso devido à publicação da sua obra conjunta "Novas cartas portuguesas", que conteriam partes pornográficas e imorais - hoje é consensual que a obra faz apenas uma crítica mordaz ao patriarcalismo lusitano e à condição da mulher em Portugal ("Em que refúgio nos abrigamos ou que luta é a nossa enquanto apenas no domínio das palavras?"). Maria Velho da Costa escreverá mais tarde, em reacção a esta situação, uma "Ova Ortegrafia" que começa com "Ecedi escrever ortado; poupo assim o rabalho a quem me orta..."
O medo de que não vale a pena escrever determinadas coisas porque poderão não passar na censura condiciona a actividade dos escritores, que não sabem se as suas obras serão apreendidas ou não. Os jornalistas foram desde sempre uma das classes que mais sofreram com este género de auto-censura, ao recair sobre eles a responsabilidade de que o jornal não atrasasse a sua tiragem por causa de alguma frase mal pensada ou temerária. Ferreira de Castro escreve, em 1945: "Cada um de nós coloca, ao escrever, um censor imaginário sobre a mesa de trabalho".
Alguns autores começaram, então, a usar termos metafóricos: em vez de Socialismo, escreviam "Aurora", em vez de Revolução, escreviam "Primavera", em vez de Polícia, "Vampiro", o que tinha o condão de tornar muita da prosa que se escrevia em textos poéticos que alguns recordam, paradoxalmente, com nostalgia. Um poema de David Mourão Ferreira, celebrizado por Amália Rodrigues como o "Fado de Peniche" termina com "Ao menos ouves o vento! - Ao menos ouves o mar", sendo todo o poema uma referência ao sofrimento dos presos políticos no Forte de Peniche à beira mar, que sofriam por vezes em situações de extrema angústia e de tortura. Por outro lado, esta linguagem cifrada criava nos leitores uma atitude de hipercriticismo – duvidava-se de tudo o que se lia, procurando-se apreender segundos significados até onde eles não existiam.
Conta-se, por exemplo, que o célebre refrão das Janeiras (como a versão de Zeca Afonso): "Pam, pa ra ri ri, Pam, pa ra ri ri, Pam, pam, pam..." era por vezes cantado, em concertos como "Vão parar à PIDE, vão parar à PIDE, vão, vão, vão...", o que terá ocasionado situações cómicas como a de um censor que se juntou ao coro subversivo, julgando cantar apenas uma simples canção popular, e que depois foi severamente repreendido, na sua inocência, pelos superiores.

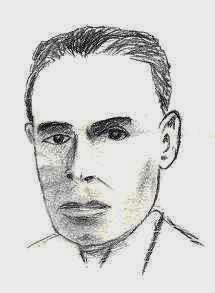
Aquilino Ribeiro, escritor português particularmente perseguido durante o Estado Novo

Muitos foram os autores que viram os seus livros apreendidos ou foram presos, como Soeiro Pereira Gomes, Aquilino Ribeiro, José Régio, Maria Lamas, Rodrigues Lapa, Urbano Tavares Rodrigues, Alves Redol, Alexandre Cabral, Orlando da Costa, Alexandre O´Neil, Alberto Ferreira, António Borges Coelho, Virgílio Martinho, António José Forte, Alfredo Margarido, Carlos Coutinho, Carlos Loures, Amadeu Lopes Sabino, Fátima Maldonado, Hélia Correia, Raul Malaquias Marques, entre muitos outros.
Aquilino Ribeiro, por exemplo, viu apreendido o seu livro Quando os lobos uivam, de 1958. O regime considerava o livro injurioso para o Estado português, pelo que lhe moveu um processo crime que foi, entretanto arquivado, no âmbito de uma aministia e depois de um movimento de apoio ao escritor por parte de intelectuais de renome estrangeiros, principalmente franceses, como François Mauriac, Louis Aragon e André Maurois. Por ocasião da sua morte, e em sequência de diversas homenagens ao escritor, a censura proibiu qualquer notícia referente as estes eventos.
Em 1965, a Sociedade Portuguesa de Autores teve a ousadia de atribuir o «Prémio Camilo Castelo Branco» ao escritor angolano Luandino Vieira, pelo seu livro Luuanda. Luandino cumpria, na altura, uma pena de 14 anos de prisão, no Tarrafal, sob a acusação de terrorismo (lutava pela independência de Angola). A consequência foi a extinção da Sociedade, por despacho do Ministério da Educação, e da vandalização da sua sede em Lisboa. A notícia foi proibida em todos os jornais. Jaime Gama, que escreveu um artigo sobre o assunto no jornal "Açores", que depois se transformou no "Açoriano Oriental", foi, por isso, preso pela PIDE.
No cinema, por exemplo, o regime, além de proibir determinados filmes e cenas, procurou dificultar a transmissão de determinadas ideias para o público menos alfabetizado. Assim, a Lei 2027 de 1948, quando António Ferro dirigia o Secretariado Nacional de Informação, proibia a dobragem de filmes estrangeiros: "não é permitida a exibição de filmes de fundo estrangeiros dobrados em língua portuguesa nem a importação de filmes de fundo estrangeiros falados em língua portuguesa, excepto os realizados no Brasil". Esta lei, que hoje em dia agrada a muitos cinéfilos por manter o som original dos filmes não tinha, contudo, qualquer justificação de índole estética: o que se passava era que a legendagem era mais facilmente adulterada, ficando determinadas partes dos filmes sem tradução ou propositadamente mal traduzida, de modo a não focar determinados assuntos proibidos. Mais grave era o que acontecia em Espanha, onde se dobravam os filmes e se colocavam na boca dos actores as palavras que os censores entendiam, sem que o público tivesse oportunidade sequer de confrontar o novo diálogo com o original (o que as legendas permitiam a quem soubesse a língua original). Sobre "Censura e Cinema em Portugal" existe uma obra indispensável, da autoria de Lauro António, que não só relembra a história da censura em Portugal, como documenta o seu exercício durante o Estado Novo, com centenas de exemplos recolhidos directamente dos arquivos da censura.
A acção da máquina da censura não ocorreu por forma simultânea em todos os media  pois a Rádio (a Emissora Nacional foi inaugurada em 1935) só na década de 30  tende a implantar-se,  mas com dificuldade em chegar às grandes massas devido ao elevado custo dos aparelhos. Recorde-se que na Alemanha  nazi  a natureza totalitária do regime levou a uma mais rápida expansão do meio rádio  através da produção massiva de pequenos recetores baratos de tal forma que, entre 1938 e 1941 o numero de lares com rádios passou de 8 para 16 milhões. Já a televisão inicia as suas transmissões em Portugal em 1957 mas,  antes da década de 70,  dificilmente se pode falar de uma massificação.  
Ainda  na Ditadura Militar surgem os primeiros órgãos de controlo do teatro e cinema com a criação da Inspeção-Geral  dos Teatros  e a Inspeção-Geral dos Espectáculos (1929)  e em 1933 ,já existe uma Comissão de Censura Teatral e Cinematográfica integralmente composta por militares, na origem das    Comissões de Censura ao Teatro e ao Cinema que no pós-guerra ficarão  diretamente na dependência da Presidência do Conselho. Conhecida por algum tempo com o nome de Comissão de Censura aos Espectáculos conta desde 1952 com uma Comissão  de Literatura e Espectáculos  para Menores  vindo a transmutar-se  em 1957, com Marcelo Caetano como ministro da Presidência, em Comissão de Exame e Classificação dos Espectáculos designação que manteve até 1974. Os mecanismos de censura na rádio e na televisão não foram ainda objeto de estudo sistemático. No entanto desde pelo menos a década de 50 existem delegados do governo junto das principais  estações emissoras. A parte noticiosa era controlada pelos serviços de censura de imprensa através do controlo dos telex das agências de notícias. 
Vários intelectuais portugueses têm demonstrado de várias formas como a censura tem sido castradora para o desenvolvimento cultural nacional. Alguns autores indicam mesmo que reside na censura a causa de as elites culturais portuguesas terem-se definido, ao longo do tempo, como uma "aristocracia fechada", desligada do resto da população. Isso nota-se, por exemplo, no fosso que existe entre a cultura popular e a "alta cultura" - por um lado existe a cultura dos arraiais, da música pimba, dos ranchos folclóricos (muito incentivados pela política do Estado Novo) e, por outro, uma literatura que atinge por vezes graus extraordinários de complexidade, o que a torna totalmente inacessível para a maioria da população; um cinema de autor incompreensível para qualquer português de cultura média, etc.

## Na actualidade
A liberdade de expressão foi, sem dúvida, uma das conquistas do 25 de Abril de 1974. Rapidamente apareceram também as críticas de determinados sectores da população que se insurgiam contra o "excesso de liberdade" que tomava conta dos jornais, revistas, televisão, rádio, teatro e cinema. Filmes até então proibidos passaram a ser exibidos, alguns com fartos anos de atraso, para gáudio de uns e para horror de outros. A crítica social e política nos teatros (por exemplo, no teatro de revista) e na televisão tornou-se vulgar.
A Constituição Portuguesa de 1976 voltou a consagrar a liberdade de expressão e informação (artigo 37.º) e a liberdade de imprensa (artigo 38.º). Revisões posteriores alargaram a liberdade de expressão para todos os meios de comunicação social.
Ocasionalmente, o fantasma da censura, contudo, ainda paira e são feitas acusações a determinadas entidades patronais, ao governo e a lobbies de moverem influências junto dos órgãos de comunicação. Herman José, em 1988, teve de terminar abruptamente a transmissão dos episódios da série "Humor de Perdição". O Conselho de Gerência da RTP (então presidido por Coelho Ribeiro, que, antes de 1974, fora da censura prévia aos espectáculos de teatro com Beckert da Assunção) justificou o acto devido às famosas "entrevistas históricas", escritas por Miguel Esteves Cardoso, onde personagens da História de Portugal eram apresentadas de forma pouco digna - referências à suposta homossexualidade de D. Sebastião, por exemplo, são frequentemente apontadas como a causa da censura.
Em 1979, o humorista Augusto Cid, vê dois livros apreendidos, "O Superman" e "Eanito, o estático" a pedido do então Presidente da República Ramalho Eanes. Proibição essa que não surtiu efeito pois os livros podiam ser encontrados à venda em todos os locais com excepção das livrarias.[carece de fontes?]
O Humorista José Vilhena também viu várias publicações suas apreendidas, sendo o único Português a quem tal aconteceu, antes e depois da Revolução dos Cravos.
Em 1992, o subsecretário da Cultura, António Sousa Lara, vetou a candidatura do romance "O Evangelho Segundo Jesus Cristo", de José Saramago, ao Prémio Literário Europeu, justificando tal decisão dizendo que a obra não representava Portugal mas, antes, desunia o povo português. Em consequência do que considerou ser um acto de censura por parte do governo português, Saramago mudou-se em 1993 para Espanha, passando a viver em Lanzarote, nas ilhas Canárias.
Em 2004, houve o "caso Marcelo Rebelo de Sousa", comentador político (antigo dirigente do PSD) que, estando a trabalhar na estação televisiva TVI, terá recebido pressões por parte do presidente da estação, Miguel Paes do Amaral e do ministro dos Assuntos Parlamentares, Rui Gomes da Silva, para que deixasse de criticar de forma tão virulenta o governo.